# Голицын, Борис Андреевич
Князь Бори́с Андре́евич Голи́цын (15 мая 1766 — 30 марта 1822) — крупный землевладелец, генерал-лейтенант из числа Голицыных-Михайловичей.

## Биография
Родился в семье князя Андрея Михайловича Голицына (1729—1770) и его супруги Елизаветы Борисовны, урождённой княжны Юсуповой (1743—1770). Назван в честь деда, князя Бориса Юсупова. Внук генерал-фельдмаршала М. М. Голицына-старшего, племянник богача князя Н. Б. Юсупова и фельдмаршала П. А. Румянцева-Задунайского.
Знатное и влиятельное родство обеспечило Голицыну блестящую карьеру. Службу начал 11 марта 1779 г. в Преображенском полку, в 1783 г. произведён в прапорщики, в 1788 г. — в поручики, в 1790 г. — в капитаны, а в следующем году — в подполковники и наконец 12 февраля 1792 г. — в полковники в Софийский карабинерный полк.
В течение этого периода он участвовал в 1790 г. в войне со Швецией и в 1794 г. в польской кампании, где отметился в сражениях при Брест-Литовске, Слониме, Брони. За участие в штурме Праги заслужил 1 января 1795 г. Георгия 4-й степени. Князь И. М. Долгорукий говорил о Голицыне, как о человеке холодном, высокомерном и неблагодарном по отношению к нему.
В 1796 г. назначен гофмаршалом ко двору великого князя Константина Павловича. В том же году 28 ноября произведён в генерал-майоры от кавалерии с назначением шефом Софийского кирасирского полка. Пожалован 18 марта 1798 г. александровской звездой и чином генерал-лейтенанта, а 27 ноября переведён в Конную гвардию, которой и командовал до 1800 года.
Павел I едва успел назначить Голицына руководителем Лифляндской инспекции, как вдруг прогневался на него и отставил от службы (5 января 1800 г.). Борис Андреевич в 33 года бросил армию и уехал из столицы в своё владимирское имение Сима, чтобы посвятить себя хозяйственным заботам. В Отечественную войну 1812 года командовал Владимирским ополчением. 20 октября 1812 года награждён орденом Св. Георгия 3-го кл. 
за мужество и храбрость, оказанные в сражении против французских войск 26-го августа при Бородине.

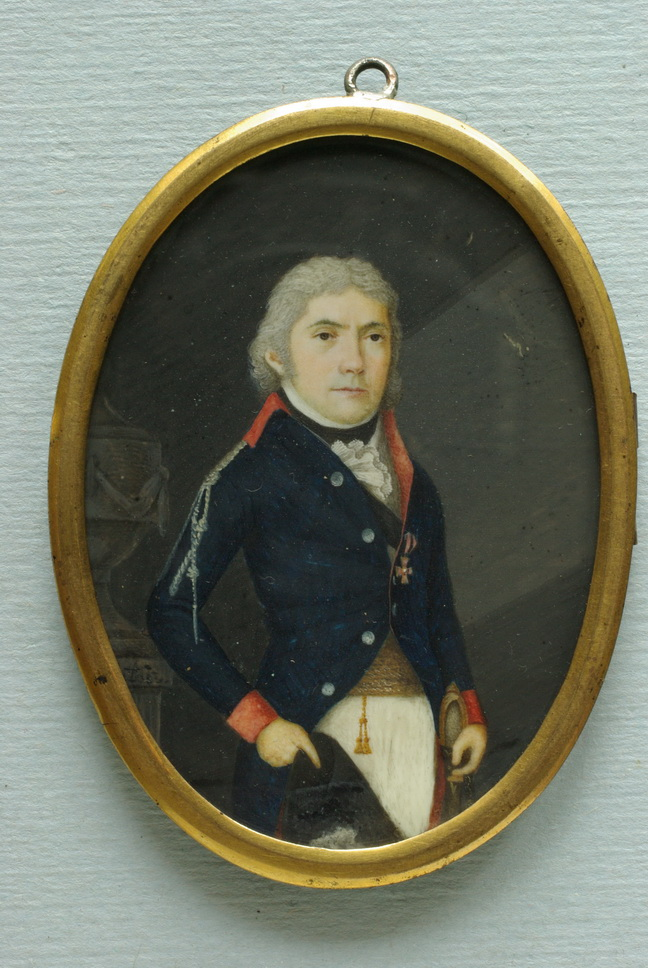
Портрет 1790-х кисти Бенуа-Шарль Митуар

В 1813 году Голицын участвовал в осаде Данцига. Поддерживал дружеские отношения с князем П. И. Багратионом, который умер в его имении Сима. Много мелких заметок о последних годах князя Б. А. Голицына рассеяно в переписке княжны В. Туркестановой с Кристином. Скончался 30 марта 1822 года от удара, постигшего его в английском клубе. Похоронен на Лазаревском кладбище Александро-Невской лавры в Петербурге.

## Брак и дети
Будучи человеком очень богатым (12 тысяч душ), князь Голицын увеличил ещё своё состояние женитьбой в 1790 году на царевне Анне Александровне Грузинской (1763—1842), дочери гвардии капитана царевича А. Б. Грузинского от брака с княжной Д. А. Меншиковой; внучке последнего грузинского царя Бакара Вахтанговича и светлейшего князя А. Д. Меншикова. В первом браке с 1785 года была за полковником Александром Александровичем де Лицыным (1760—1789), погибшим под Очаковым, побочным сыном вице-канцлера князя А. М. Голицына. Княгиня Анна Александровна, умная, добродетельная и хозяйственная, пользовалась всеобщим уважением и играла большую роль в высшем свете под именем «княгиня Борис». Её письма, рисующие петербургское общество конца царствования Екатерины II, были напечатаны в «Историческом Вестнике» 1887 года. В браке родились:
- Елизавета Борисовна (1790—1870[источник не указан 1114 дней]), с 1808 года супруга сенатора князя Б. А. Куракина (1783—1850). Отличалась религиозностью и перешла в католичество. В минуту религиозной экзальтации сожгла себе руку на жаровне, вследствие чего пришлось сделать ампутацию. Умерла в умопомешательстве.
- Андрей Борисович (1791—1861), флигель-адъютант, генерал-майор, масон, председатель комитета ланкастерских школ. После доносов о масонском заговоре, помещен для расследования в Кегсгольмскую крепость в январе 1831, где находился четыре месяца. Затем выслан из Москвы в 24 часа, удален от службы, жил под надзором полиции в Курской губернии, Новом Осколе, Владимирской губернии. С 1841 разрешено жить, «где пожелает», кроме Москвы и Петербурга. Разорился откупами. Первым браком был женат на Нине Фёдоровне Ахвердовой (1805—1828), дочери генерал-майора Ф. И. Ахвердова; вторым (с 1853) — на Варваре Сергеевне Шереметевой (1815—1881), дочери С. В. Шереметева.
- Александр Борисович (1792—1865), адъютант великого князя Константина Павловича, Саратовский губернатор, мемуарист и масон. Был женат с 1817 года на дочери В. С. Ланского фрейлине Анне Васильевне Ланской (1793—1868), их единственная дочь Зинаида (1818—1845) была замужем за камер-юнкером графом К. К. Толем (1817—1884), сыном известного участника Отечественной войны 1812 года генерала К. Ф. Толя.
- Николай Борисович (1794—1866), полковник, участник войны 1812 года; переводчик, военный историк и музыкант, виртуоз-виолончелист, покровитель Бетховена.
- Софья Борисовна (1795—1871), фрейлина и кавалерственная дама, была замужем с 1818 года за генерал-лейтенантом К. М. Полторацким (1782—1858). В книге «Россия в 1839 году» ярославская губернаторша рассказывает маркизу де Кюстину, что её воспитала подруга его бабушки, приехавшая во время революции в Россию вместе с семейством герцогини Полиньяк.
- Наталья Борисовна (03.02.1797— ?), крестница княгини А. П. Голицыной[4].
- Александра Борисовна (16.06.1798—1876), крестница князя Н. Б. Юсупова и княгини П. А. Голицыной[5], фрейлина, замужем (с 4 февраля 1824 года) за генерал-майором князем С. И. Мещерским (1799—1870). Венчались в Петербурге в церкви Инженерного замка[6].
- Татьяна Борисовна (1797—1869), статс-дама, известная благотворительница, с 1816 года супруга действительного тайного советника А. М. Потёмкина (1787—1872).
- Ирина Борисовна (1800—1802)

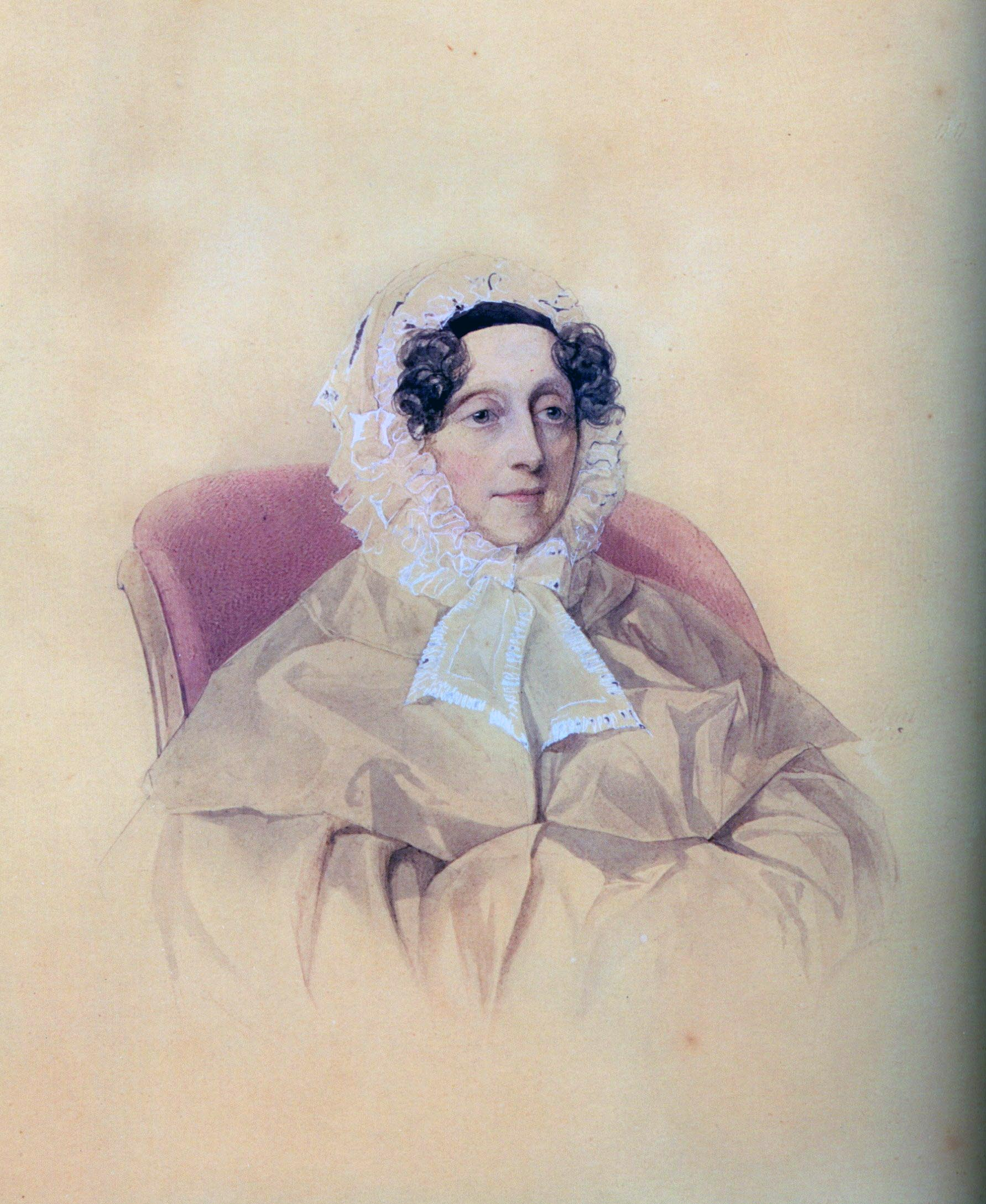
Анна Александровна, жена
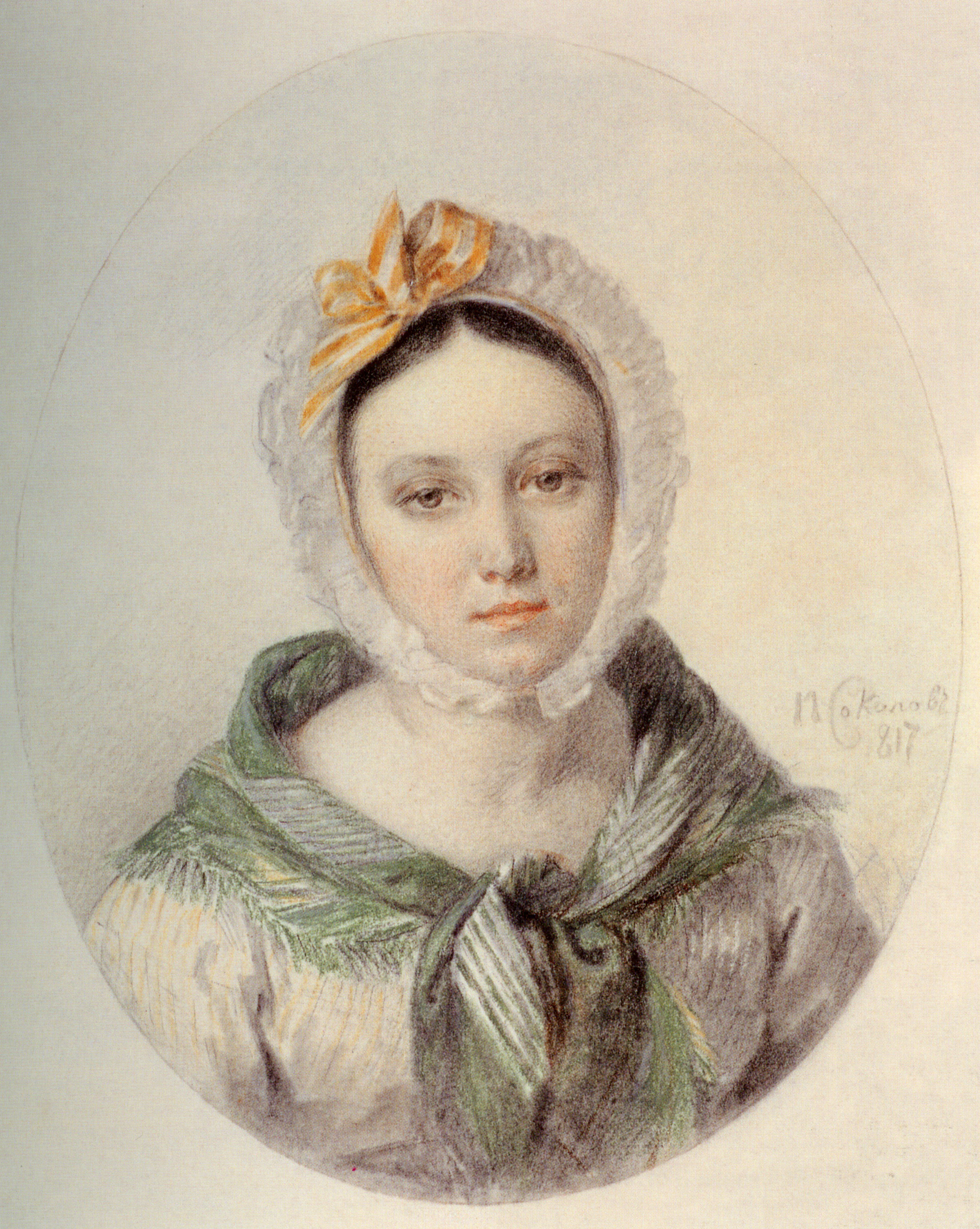
Елизавета Борисовна, дочь
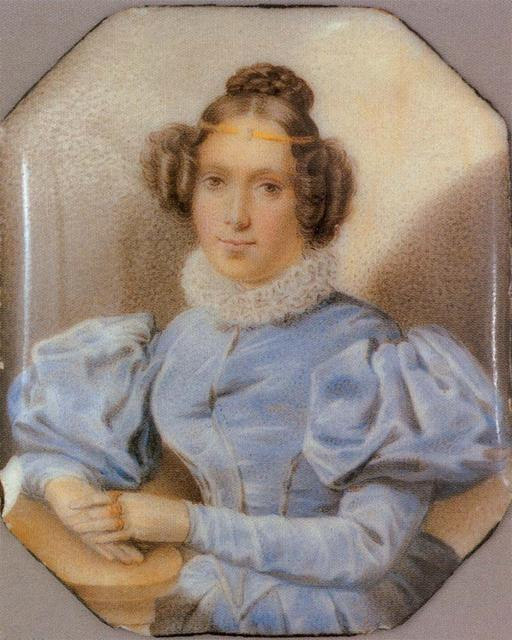
Софья Борисовна, дочь
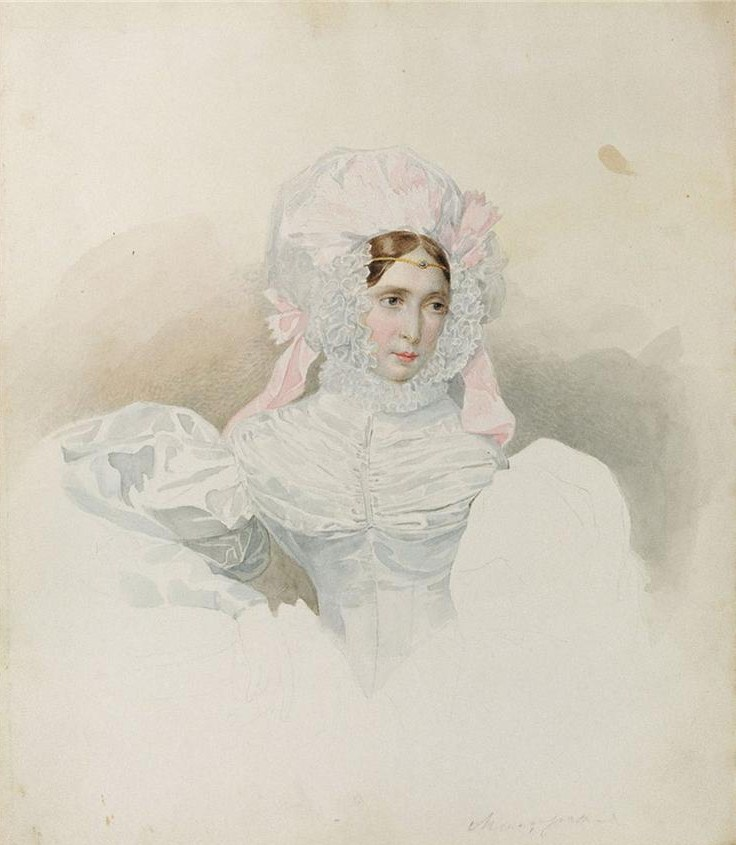
Татьяна Борисовна, дочь
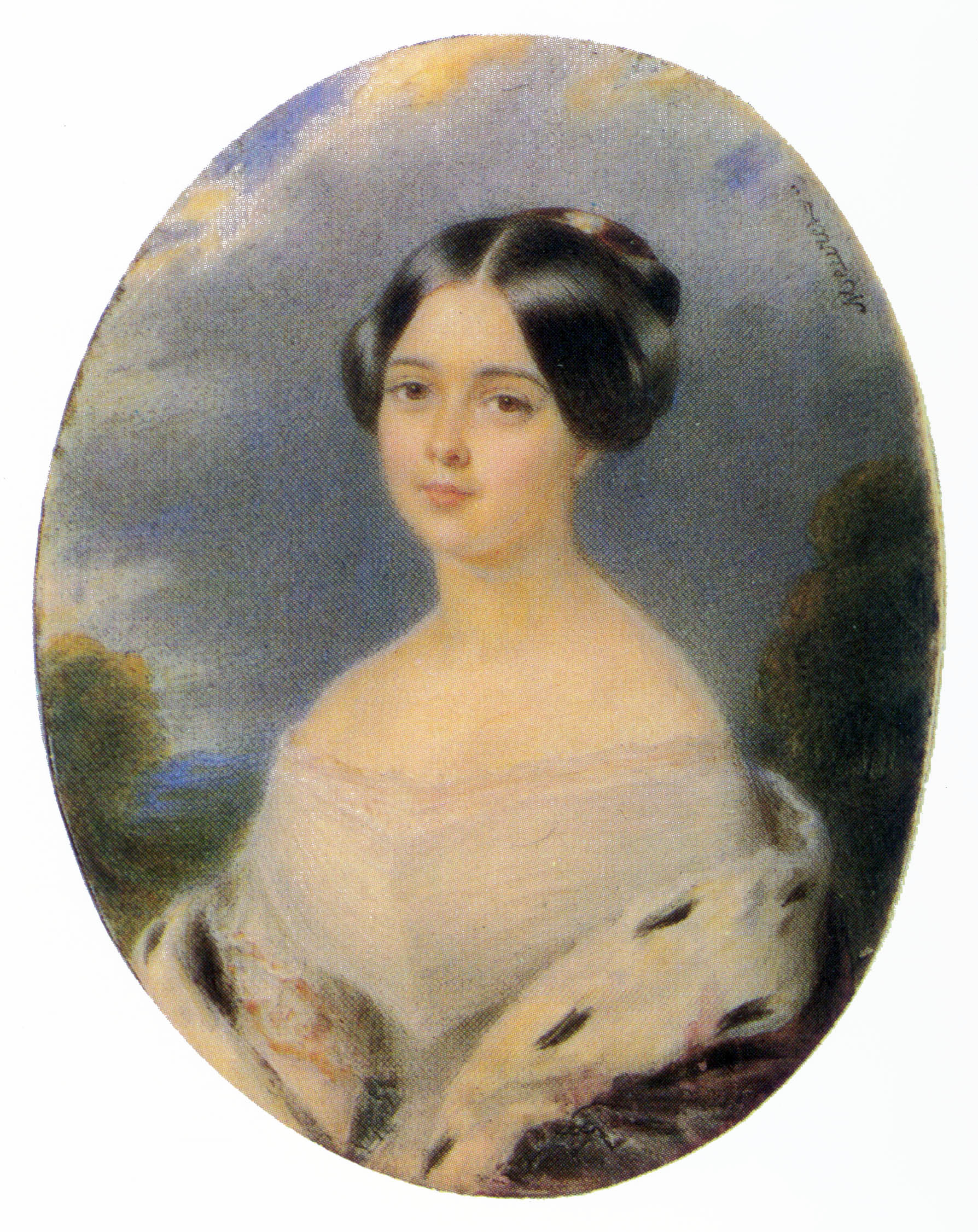
Зинаида Голицына, внучка

## Источник
- Николай Михайлович. «Русские портреты XVIII и XIX столетий». Выпуск 3. Портрет № 115.